# Melinda Nađ Abonji
Melinda Nađ Abonji (mađ. Nagy Abonyi Melinda, 22. jun 1968. u Bečeju, SFR Jugoslavija, danas Srbija) je švajcarska književnica mađarskog porekla. Ona je rođena i provela najranije detinjstvo u Vojvodini.

## Život
Sa pet godina sa roditeljima napustila tadašnju Jugoslaviju i doselila se 1973. u Švajcarsku. Godine 1997. je okončala studije na Ciriškom univerzitetu, u međuvremenu stekavši švajcarsko državljanstvo. 

## Književni rad
Prvi roman Im Schaufenster im Frühling (U izlogu, s proleća) objavila je 2004. godine. Njen drugi roman Tauben fliegen auf (u srpskom prevodu Golubije srce, u izdanju "Lagune" 2012) dobio je 2010. godine prestižne nagrade – Nemačku književnu nagradu za najbolji roman na nemačkom jeziku, kao i Švajcarsku književnu nagradu.
Osim pisanja, bavi se performansom i muzikom (snimila je dva nosača zvuka u saradnji sa švajcarskim reperima i muzičarima), piše za radio, pozorište i internet. 
Živi u Cirihu.

## Dela

### Objavljene knjige na nemačkom
- i .[1]
- Mensch über Mensch.[2]
- Im Schaufenster im Frühling (U izlogu, s proleća), roman.[3]
- Tauben fliegen auf (Golubije srce), roman.[4]

### U prevodu na srpski
- Golubije srce (Tauben fliegen auf), roman.[5]

## Spoljašnje veze
- Autorki rođenoj u Bečeju književna nagrada Nemačke, Blic, 6. oktobar 2010.
- Još jedna vredna nagrada za spisateljicu poreklom iz Bečeja, Blic, 14. novembar 2010.
- Roman Melinde Nađ Abonji Golubovi uzleću, Nish magazin, 13. oktobar 2011.
- Mađarska književnica poreklom iz Bečeja u projektu "Grad gost: Cirih"
- Nastup Melinde Nađ Abonji u Geteovom institutu u Beogradu
- Turneja Melinde Nađ Abonji u Srbiji u avgustu/septembru 2012